# 條平鮋
條平鮋，為輻鰭魚綱鮋形目鮋亞目平鮋科的其中一種，為溫帶海水魚，分布於西北太平洋日本與朝鮮半島海域，棲息深度0-120公尺，體長可達62公分，棲息在岩石底質底層水域，稚魚具漂浮性，卵胎生，生活習性不明，可做為食用魚。